# Радек, Карл Бернгардович
Ка́рл Бернга́рдович Ра́дек (при рождении Кароль Зобельзон, нем. Karol Sobelsohn; 31 октября 1885, Лемберг, Австро-Венгрия — 19 мая 1939, Верхнеуральск) — русский революционер еврейского происхождения, советский государственный и политический деятель; деятель международного социал-демократического и коммунистического движения; публицист, педагог, дипломат, литературный критик, журналист.
В 1919—1924 годах член ЦК РКП(б); в 1920—1924 член (в 1920 — секретарь) Исполкома Коминтерна, сотрудник газет «Правда» и «Известия». Убит в тюрьме 19 мая 1939 года по негласному распоряжению Сталина().

## Биография

### Ранние годы
Родился в еврейской семье в Лемберге (ныне Львов во Львовской области Украины), входившем тогда в состав Австро-Венгрии. Рано потерял отца, который был почтовым служащим; вырос под влиянием матери, Софьи Лиферант, учительницы. Хотя и был евреем, но не получил еврейского религиозного воспитания и считал себя поляком (родным языком его был польский). Детство и юность провёл в Тарнау (ныне Тарнув в Малопольском воеводстве Польши), где экстерном окончил гимназию (1902); дважды исключался из неё за агитацию среди рабочих и был одним из организаторов подпольного кружка радикальной молодёжи, наиболее известными выходцами из которого, помимо самого Радека, были Стефан Ярач и Мариан Кукель. Образование получил на историческом факультете Краковского университета.

### Социал-демократ
В 1902 году вступил в Польскую социалистическую партию, в 1903 — в РСДРП, в 1904 году — в социал-демократическую партию Королевства Польши и Литвы (СДКПиЛ). Сотрудничал с коммунистическими газетами в Польше, Швейцарии и Германии. В 1906 году был арестован в Варшаве за революционную деятельность вместе с Лео Йогихесом (Ян Тышка) и Розой Люксембург, отсидел полгода в тюрьме. Весной 1907 года вновь арестован и зимой того же года выслан в Австрию. С 1908 года примыкал к левому крылу Германской социал-демократической партии, затем, после ссоры с Розой Люксембург, был исключён из СДПГ. Слушал лекции по истории Китая в Лейпцигском университете, а также по вопросам международной политики в семинарии Карла Лампрехта. Также учился в Берне.
С начала Первой мировой войны занял интернационалистскую позицию и был вынужден переехать в Швейцарию. Во время войны сблизился с В. И. Лениным.

### Русская революция

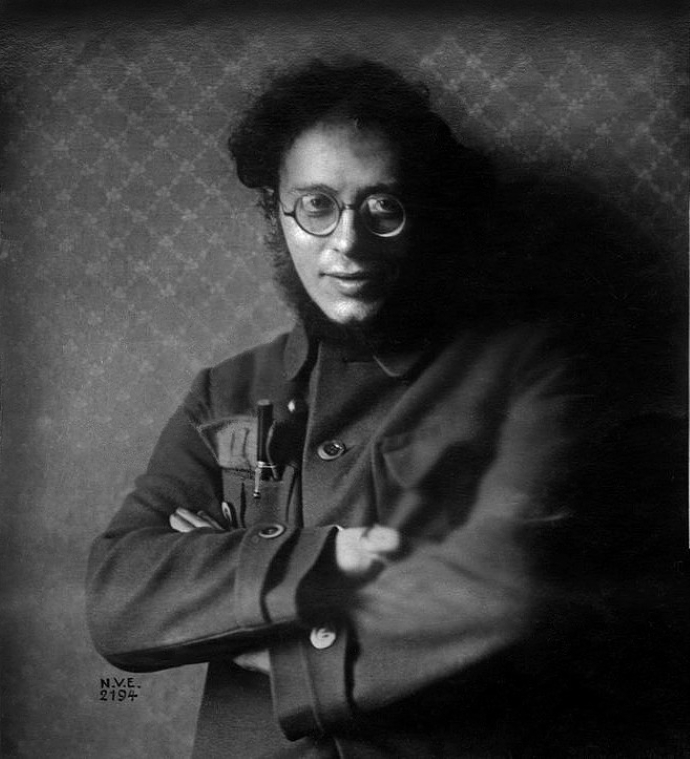
Карл Радек после своего освобождения из превентивного заключения по подозрению в организации восстания спартаковцев в веймарской Германии. Берлин, 1919

После Февральской революции 1917 года в России Радек становится членом Заграничного представительства РСДРП в Стокгольме, содействует организации отправки Ленина и его соратников в Россию через Германию. Вместе с Якубом Ганецким Радек организовывает зарубежные пропагандистские издания «Корреспонденция „Правды“» и «Вестник Русской революции».
После Октябрьской революции он приезжает в Петроград. В ноябре 1917 года становится заведующим отделом внешних сношений ВЦИК. С декабря того же года участвует в советской делегации на мирных переговорах в Брест-Литовске как член коллегии Народного комиссариата иностранных дел РСФСР.
В декабре 1918 года едет в командировку в Германию для поддержки революции. Нелегально прибывает в Германию для участия в съезде Советов, но опаздывает. Участвует в работе учредительного съезда КПГ. 12 февраля 1919 года арестован и заключён в Моабитскую тюрьму, германские власти обвиняли Радека в организации спартаковского восстания в Берлине, однако конкретными документами, подтверждающими его причастность к восстанию, следствие не располагало. В январе 1920 был освобождён и выехал в Москву.
Брат Карла Либкнехта Теодор Либкнехт обвинял Радека в выдаче Карла Либкнехта и Розы Люксембург фрайкоровцам — Либкнехт собирался встретиться с Радеком на конспиративной квартире, куда он переехал с Розой Люксембург и куда впоследствии нагрянули убийцы.

### Член ЦК

Карл Радек в 1925 году

С 1919 по 1924 годы Радек — член ЦК РКП(б). В 1920 году он становится секретарём Коминтерна, а затем членом исполкома этой организации. Сотрудничает в центральных советских и партийных газетах («Правда», «Известия» и др.). В связи с советско-польской войной после II конгресса Коминтерна был кооптирован в Польское бюро ЦК РКП(б) и послан на Западный фронт. Участвовал в мирных переговорах с польской делегацией.
23 августа 1923 года на заседании Политбюро ЦК РКП(б) Радек предложил организовать вооружённое восстание в Германии. Иосиф Сталин отнесся к этому предложению скептически. Всё же было решено создать комитет для подготовки восстания под руководством Радека. В последний момент ввиду неблагоприятной политической обстановки восстание было отменено (подробнее см. статью Коммунистическое восстание в Германии в октябре 1923 г.)
С 1923 года Радек — активный сторонник Л. Д. Троцкого. В 1927 году исключён из ВКП(б) и Особым совещанием при ОГПУ приговорён к 4 годам ссылки и выслан в Красноярск. Репутации Радека серьёзно повредили подозрения в его причастности к доносу на Якова Блюмкина, после чего последовал арест и скорый расстрел этого чекиста.
В 1925—1927 годах был ректором Университета трудящихся Китая имени Сунь Ятсена в Москве и членом главной редакции Большой советской энциклопедии, занимал ответственную должность секретаря Исполкома Коминтерна, жил в Кремле.
В 1927 году за выступление против курса партии на коллективизацию исключается из членов ВКП(б).
В 1930 году Радек вместе с Е. А. Преображенским, А. Г. Белобородовым и И. Т. Смилгой направил в ЦК партии письмо, где заявил об «идейном и организационном разрыве с троцкизмом». Долго и изобретательно публично «каялся» в печати. В том же году восстановлен в партии, ему предоставили квартиру в Доме правительства и доверили должность заведующего бюро международной информации ЦК ВКП(б). Он работал в газете «Известия» (в числе его публикаций статья «Гитлер», напечатанная в номерах газеты от 8, 12 и 15 января 1932 года), написал книгу «Портреты и памфлеты».
Густав Хильгер, переводчик Гитлера, утверждал, что был свидетелем того, как в августе 1934 года Карл Радек, сидя с Бухариным на подмосковной даче пресс-атташе германского посольства Баума, восклицал: «На лицах немецких студентов, облачённых в коричневые рубашки, мы замечаем ту же преданность и такое же вдохновение, которые озаряли когда-то лица молодых командиров Красной Армии… Есть замечательные парни среди штурмовиков…».

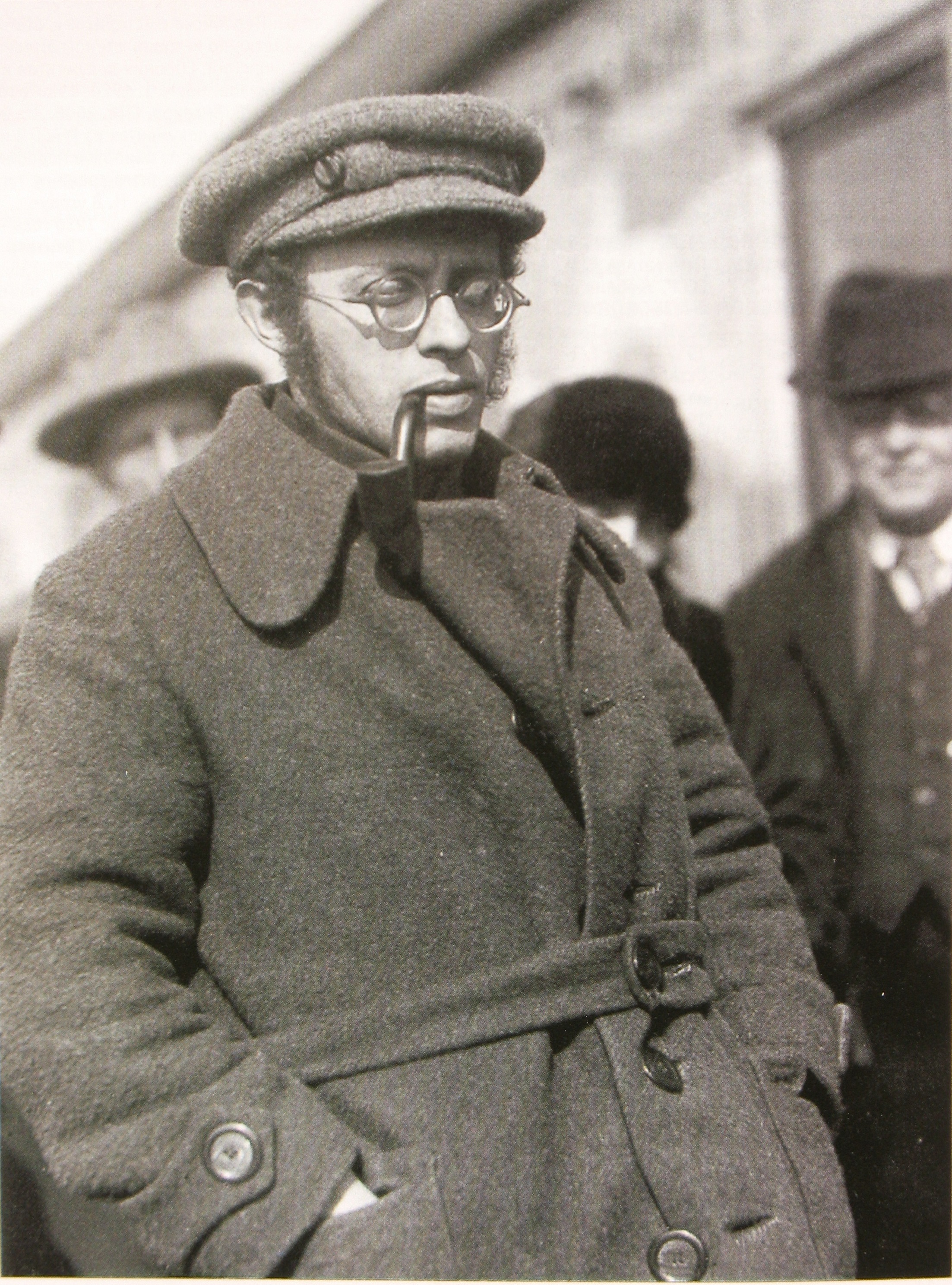
Карл Радек на улице Москвы, 1930-е

### Опала
В 1936 году вновь исключён из ВКП(б) и 16 сентября того же года арестован. В качестве одного из главных обвиняемых был привлечён к открытому процессу по делу «Параллельного антисоветского троцкистского центра» (Второй Московский процесс). Стал центральной фигурой процесса, давал требуемые подробные показания о якобы «заговорщицкой деятельности» — своей и других подсудимых; при этом отрицал применение пыток на следствии.
Присутствовавший на процессе немецкий писатель Лион Фейхтвангер подтверждает, что подсудимые не выглядели измождёнными, — напротив, были одеты в дорогие костюмы и вели себя спокойно. Карл Радек, «выступая, немного позировал, слегка посмеивался над остальными обвиняемыми, показывал своё превосходство актёра, надменный, скептический, ловкий, литературно образованный». Вот, «внезапно оттолкнув Пятакова от микрофона, он встал сам на его место. То он ударял газетой о барьер, то брал стакан чая, бросал в него кружочек лимона, помешивал ложечкой и, рассказывая о чудовищных делах, пил чай мелкими глотками».
30 января 1937 года Радек приговорён к 10 годам тюрьмы (столь мягкое наказание, вместо ожидавшейся всеми смертной казни, может быть объяснено желанием следствия получить от него дополнительные показания против Николая Бухарина, с которым ему была устроена очная ставка, и против других фигурантов готовящегося Третьего Московского процесса). После судебного процесса Радек был отправлен в Верхнеуральский политизолятор.

### Смерть
По официальной версии, Радек был убит в Верхнеуральском политизоляторе другими заключёнными 19 мая 1939 года. Так, в акте о смерти Радека, составленном администрацией тюрьмы, указывается:

«При осмотре трупа заключённого Радека К. Б., обнаружены на шее кровоподтёки, из уха и горла течёт кровь, что явилось результатом сильного удара головой об пол. Смерть последовала в результате нанесения побоев и удушения со стороны заключённого троцкиста Варежникова, о чём и составили настоящий акт».

В 1956—1961 годах ЦК КПСС и КГБ СССР проводили расследование обстоятельств гибели Карла Радека. Бывшие оперуполномоченные НКВД Федотов и Матусов показали, что это убийство (как и убийство Г. Я. Сокольникова два дня спустя) было организовано под руководством старшего оперуполномоченного НКВД Кубаткина — тот выполнял прямые указания Берии и Кобулова (а распоряжение о ликвидации заключенных исходило непосредственно от Сталина).
По словам Н. Петрова, «в Верхнеуральскую тюрьму, где сидел Радек, приехал П. Н. Кубаткин, оперуполномоченный секретного политического отдела НКВД. Сначала привез заключенного Мартынова — он спровоцировал драку с Радеком, но убить его не удалось. Тогда он через пару дней привез другого заключенного, так называемого „Варежникова“ — на самом деле, это был И. И. Степанов, бывший комендант НКВД Чечено-Ингушской АССР, который тоже сидел к тому времени за служебные прегрешения. И тот, спровоцировав драку, убил Радека». Степанов вскоре, в ноябре 1939 года, отпущен на свободу, Кубаткин поднялся в должности — стал начальником УНКВД Московской области.
В 1988 году Карл Радек посмертно реабилитирован и восстановлен в КПСС.

## Личность
Радек был известен своим остроумием; ему приписывали авторство многих так называемых «антисоветских» острот, каламбуров и анекдотов.
В апреле 1935 года Карл Радек получил личное приглашение на Весенний фестиваль в Спасо-хаусе, проходивший в личной резиденции американского посла в Москве. На приёме присутствовали представители политической элиты, высшее армейское командование и крупные деятели советского театра. «Шалость» Радека во время фестиваля вызвала громкий скандал и вошла впоследствии в мемуары организаторов приёма.
Как отмечается, у Карла Радека «видимо, была короткая, мимолётная близость» с Л. Рейснер, причём на свои свидания с ней он «ходил в основном со своей дочерью», а его жена «знала о его увлечении и уважала его чувство». Л. Рейснер посвящена знаменитая радековская книга «Портреты и памфлеты» (М.; Л., 1927).

## Воспоминания современников
Он представлял собой необыкновенную смесь безнравственности, цинизма и стихийной оценки идей, книг, музыки, людей. Точно так же, как есть люди не различающие цвета, Радек не воспринимал моральные ценности. В политике он менял свою точку зрения очень быстро, присваивая себе самые противоречивые лозунги. Это его качество при его быстром уме, едком юморе, разносторонности и широком круге чтения и было, вероятно, ключом к его успеху как журналиста. Его приспособляемость сделала его очень полезным Ленину, который при этом никогда не воспринимал его всерьёз и не считал его надёжным человеком. Как выдающийся журналист Советской страны, Радек получал распоряжения писать определённые вещи, которые якобы исходили не от правительства или Ленина, Троцкого или Чичерина, чтобы посмотреть, какова будет дипломатическая и общественная реакция в Европе. Если реакция была неблагоприятная, от статей официально отрекались. Более того, сам Радек отрекался от них… 
 …его не смущало то, как с ним обращаются другие люди. Я видела, как он пытается общаться с людьми, которые отказывались сидеть с ним за одним столом, или даже ставить свои подписи на документе рядом с его подписью, или здороваться с ним за руку. Он был рад, если мог просто развлечь этих людей одним из своих бесчисленных анекдотов. Хоть он и сам был евреем, его анекдоты были почти исключительно про евреев, в которых они выставлялись в смешном и унизительном виде. …
 В России на Радека смотрели как на аутсайдера, иностранца, …
— Балабанова А. И. Моя жизнь — борьба. Мемуары русской социалистки 1897—1938. — С. 258—259.

 Порядочную часть советских и антисоветских анекдотов сочинял Радек. Я имел привилегию слышать их от него лично, так сказать, из первых рук. Анекдоты Радека живо отзывались на политическую злобу дня. Вот два характерных радековских анекдота по вопросу об участии евреев в руководящей верхушке. Первый анекдот: два еврея в Москве читают газеты. Один из них говорит другому: «Абрам Осипович, наркомом финансов назначен какой-то Брюханов. Как его настоящая фамилия?» Абрам Осипович отвечает: «Так это и есть его настоящая фамилия — Брюханов». «Как! — вослицает первый. Настоящая фамилия Брюханов? Так он — русский?» — «Ну, да, русский». — «Ох, слушайте, — говорит первый, — эти русские — это удивительная нация: всюду они пролезут». А когда Сталин удалил Троцкого и Зиновьева из Политбюро, Радек при встрече спросил меня: «Товарищ Бажанов, какая разница между Сталиным и Моисеем? Не знаете. Большая: Моисей вывел евреев из Египта, а Сталин — из Политбюро».
— Борис Бажанов. Воспоминания бывшего секретаря Сталина.

## Семья
В июне 1938 года дочь Радека Софья (15.02.1919—1994) и его жена Роза Маврикиевна Радек (урожд. Голдблюм; 1885—1939) были высланы в Астрахань на 5 лет решением Особого совещания. В Астрахани Р. М. Радек была арестована и отправлена на 8 лет в лагерь в Потьму, где и погибла. Софья в ноябре 1941 года была выслана в Казахстан в Челкар. С 1947 года она жила в Александрове, но вскоре была арестована и осуждена на лагерный срок, который отбывала в Минлаге (Абезь, Инта). С 1961 года в Москве.
Муж Софьи, Виктор Яковлевич Сидоров (р. 1915), был расстрелян в 1938 году. Их дочь Нина (род. 1937) была формально записана как Нина Ростиславовна Максимова — дочь второго мужа Софьи Ростислава Владимировича Максимова (брата жены И. П. Уборевича), который официально с Софьей в брак не вступал, их разлучил арест Софьи, а после войны он завёл новую семью. Нина была удочерена матерью отца, Анастасией Васильевной Сидоровой.

## В кино
- Норман Стенгель («Британский агент»,  British Agent, США, 1934)
- Дэвид Хофман («Миссия в Москву»,  Mission to Moscow, США, 1943)
- Рольф Шимпф («Гражданская война в России», Bürgerkrieg in Russland, ФРГ, 1967)
- Гюнтер Ершке («Дело Тухачевского», Der Fall Tuchatschewskij, ФРГ, 1968)
- Ян Тршиска («Красные», Reds, США, 1981)
- Питер Уитмен («Ленин. Поезд»,  Il treno di Lenin, Италия, Австрия, Швейцария, Испания, 1988)
- Сергей Черкасов («Все мои Ленины», 1997)
- Данил Лавренов («Демон революции», 2017)

## Сочинения
- Эра демократического пацифизма
- Пути русской революции (по поводу новой экономической политики)
- Генуэзская и Гаагская конференции
- Война польских белогвардейцев против Советской России. — М., 1920
- Третий год борьбы Советской республики против мирового капитала (1921)
- Комментарии к третьему конгрессу коммунистического интернационала (1921)
- Что дала Октябрьская революция (1922)
- Внешняя политика Советской России. — М.—Пг., 1923[25]
- Германская революция. Т. 1-2. — М., 1925[26][27]
- Лондонская конференция (16 июля — 16 августа 1924 г.). — М., 1925
- Немецкий ноябрь. М., Огонек, 1927[28]
- II Интернационал и его историческая роль. (Вступ. статья в кн.: Иосиф Ленц. История II Интернационала) М., Огонек, 1931[29]
- Портреты и памфлеты. Т. 1-2., —М., 1934
- Портреты и памфлеты. Т. 1. — [Москва]: Художественная литература, 1934 (11 тип. «Мособлполиграф»). — 325 с.
- Зодчий социалистического общества. — Л., 1934
- Современная мировая литература и задачи пролетарского искусства. — М., 1934
- Лео Шлагетер. Бредущий в ничто // Петель К. О. Национал-большевистский манифест — М.: Russian Revolver, 2023. — С. 239—246